# Могила 38
Могила 38 (англ. Catherine's Grove) — американська драма 1997 року.

## Сюжет
У клубі трансвеститів, одне за одним, відбуваються звірячі вбивства. Поліцейські розслідують справу. Один з них, Джек, сумісно зайнятий пошуком загадково зниклої дівчини. Слідство приводить його до маєтку дядька зниклої. З'ясовується, що дівчини давно немає в живих, що багато років під обличчям Катрін ховається її брат — шизофренік. Тим часом вбивства тривають, і одна з трансвеститок, подруга псевдо-Катрін, потрапляє під підозру. Між такими різними на перший погляд справами з'являється зв'язок.

## У ролях
- Джеффрі Донован — Томас Мейсон
- Джефф Фейгі — Джек Дойл
- Ендрю Фісцелла — Нік Піреллі
- Маріо Ернесто Санчес — Ернесто
- Прісцилла Барнс — Саллі Вілловс
- Шарлотта Волкер — дівчина клубу
- Кірк Мюррей — Вінні Костелло
- Джон Фіонте — Дейв
- Вільям Чілдерс — власник клубу /мер
- Робін ДіТокко — подруга власника клубу
- Ніккі Адамс — Карліна
- Девід Капріта — бармен
- Ентоні Короне — детектив Олсен
- Тоні Джонс — капітан Ріджес
- Марія Кончіта Алонсо — Чарлі Васкес
- Майкл Медсен — Джо Мейсон
- Елфі Вайз — Берт
- Роберт Гуолтні — власник магазину
- Ден Келлі — Конрад
- Кім Остренко — Памела
- Авіс-Марі Барнс — Малатасіа
- Нік Коріроссі — молодий Томас
- Марк Маколей — Вільям Мейсон
- Мелісса Бікертон — Мері Мейсон
- Кейтлін Райлі — молода Катрін
- Тоні ДіТокко — фінансовий радник
- Міша Еспіноза — подруга Джо
- Джеймс Гонґ — доктор Лі
- Вон Оденбретт — серфер